# Marina Scherer
Marina Elsy Scherer (3 de junio de 1994) es una voleibolista brasilera. Juega como armadora y su equipo actual es el Alianza Lima de la Liga Peruana de Vóley Femenino. Es hermana gemela de la también voleibolista Simone Scherer.
== Clubes == CV JAV OLIMPICO
| Club                           | País ESPAÑA | Temporada         |
| ------------------------------ | ----------- | ----------------- |
| Vôlei Nova Trento              | Brasil      | 2010-11           |
| Languiru/Martin Luther/AVATES  | Brasil      | 2011-12 / 2012-13 |
| Grêmio Barueri                 | Brasil      | 2013-14           |
| Sesi-SP                        | Brasil      | 2014-15           |
| Viapol/Vôlei São José          | Brasil      | 2014-15           |
| Vôlei Itabirito                | Brasil      | 2015-16           |
| Aguere La Laguna               | España      | 2016-17           |
| Clube Curitibano               | Brasil      | 2017-18           |
| Curitiba Vôlei/Carob House/CMP | Brasil      | 2017-18           |
| CV Elche                       | España      | 2018-19           |
| Vitória SC                     | Portugal    | 2020-21           |
| Itajaí Vôlei                   | Brasil      | 2021-22           |
| Alianza Lima                   | Perú        | 2021-22 / act.    |

## Palmarés

### Ligas nacionales
- 2014:  Tercera, Campeonato Mundial de Clubes de voleibol femenino de la FIVB de 2014 con Sesi-SP.
- 2014:  Tercera, Campeonato Paulista de Vóley 2014-15 con Sesi-SP.
- 2015:  Tercera, Superliga de Brasil 2014-15 con Sesi-SP.
- 2015:  Subcampeona, Copa de Brasil con Sesi-SP.
- 2015:  Tercera, Campeonato Mineiro de Vóley 2015-16 con Vôlei Itabirito.
- 2017:  Tercera, Copa de la Reina 2017 con Aguere La Laguna.
- 2018:  Campeona, Superliga de Brasil B 2017-18 con Curitiba Vôlei/Carob House/CMP.
- 2021:  Subcampeona, Superliga de Brasil C 2021-22 con Itajaí Vôlei.
- 2022:  Subcampeona, LNSV 2021-22 con Alianza Lima.
- 2023:  Subcampeona, LNSV 2022-23 con Alianza Lima.
- 2024:  Campeona, LNSV 2023-24 con Alianza Lima.
- 2025:  Campeona, LNSV 2024-25 con Alianza Lima.

2025: cv jav olimpico

### Copas internacionales
- 2025:  Subcampeona, Campeonato Sudamericano de Clubes de Voleibol Femenino 2025 con Alianza Lima.

## Distinciones individuales
- Mejor armadora de la Liga Nacional Superior de Voleibol Femenino 2023-24 con Alianza Lima.[4]